# AFC Champions League 2009
Die AFC Champions League 2009 war die 28. Auflage des höchsten Kontinentalwettbewerbs in Asien, der zum siebenten Mal unter seinem jetzigen Namen ausgetragen wurde. Der Gewinner des Wettbewerbs qualifizierte sich für die FIFA-Klub-Weltmeisterschaft 2009.

## Qualifikation
Insgesamt 38 Mannschaften nahmen an der AFC Champions League 2009 teil. Nach Abschluss der Qualifikationsrunde nahmen am Ende 31 Mannschaften sowie der Titelverteidiger aus dem Vorjahr an der Hauptrunde teil.

### Teilnahmeberechtigte Länder
Anders als zum Beispiel bei der UEFA Champions League sind nur Verbände teilnahmeberechtigt, die die Kriterien der AFC erfüllen.
Qualifikationsrunde: (8 Mannschaften)
- je eine Mannschaft aus  Vereinigte Arabische Emirate,  Indonesien,  Singapur,  Thailand,  India,  Vietnam
- plus die Finalisten des AFC Cup 2008

Die Verlierer der Qualifikationsrunden spielen im AFC Cup 2008.
Gruppenphase: (32 Mannschaften)
- 2 Gewinner der Qualifikation

Direkt qualifiziert sind:
- je vier Mannschaften  Japan,  VR China,  Iran,  Südkorea,  Saudi-Arabien
- je drei Mannschaften  Vereinigte Arabische Emirate
- je zwei Mannschaften  Australien,  Usbekistan,  Katar
- je eine Mannschaft  Indonesien

## Qualifizierte Mannschaften

### Qualifikationsrunde
| Ostasien                            | Ostasien                                   |
| Verein                              | Qualifikationsberechtigung                 |
| ----------------------------------- | ------------------------------------------ |
| PSMS Medan                          | Indonesia Super League 2007/08 Vizemeister |
|                                     |                                            |
| FC Singapore Armed Forces           | S. League 2008 Meister                     |
|                                     |                                            |
| FC Provincial Electricity Authority | Thai Premier League 2008 Meister           |
|                                     |                                            |
| FC Binh Duong                       | V-League 2008 Meister                      |

| Westasien     | Westasien                   |
| Verein        | Qualifikationsberechtigung  |
| ------------- | --------------------------- |
| Al-Schardscha | UAE League 2007/08 3. Platz |
|               |                             |
| Dempo SC      | I-League 2007/08 Meister    |

| AFC Cup Qualifikanten | AFC Cup Qualifikanten      |
| Verein                | Qualifikationsberechtigung |
| --------------------- | -------------------------- |
| Muharraq Club         | AFC Cup 2008 Gewinner      |
|                       |                            |
| Safa SC Beirut        | AFC Cup 2008 Finalist      |

* Die Verbände der Finalisten des AFC Cup 2008 entsprachen nicht den Teilnahmekriterien der AFC. Beide Vereine wurden in den AFC Cup versetzt.

### Gruppenphase
| Ostasien (Gruppen E-H)    | Ostasien (Gruppen E-H)                 |
| Verein                    | Qualifikationsberechtigung             |
| ------------------------- | -------------------------------------- |
| Kashima Antlers           | J. League 2008 Meister                 |
| Gamba Osaka               | Emperor’s Cup 2008 Gewinner            |
| Kawasaki Frontale         | J. League 2008 Vizemeister             |
| Nagoya Grampus Eight      | J. League 2008 3. Platz                |
|                           |                                        |
| Shandong Luneng Taishan   | Chinese Super League 2008 Meister      |
| Shanghai Shenhua          | Chinese Super League 2008 Vizemeister  |
| Beijing Guoan             | Chinese Super League 2008 3. Platz     |
| Tianjin Teda              | Chinese Super League 2008 4. Platz     |
|                           |                                        |
| Newcastle United Jets     | A-League 2007/08 Meister               |
| Central Coast Mariners    | A-League 2007/08 Championship          |
|                           |                                        |
| Suwon Samsung Bluewings   | K-League 2008 Meister                  |
| Pohang Steelers           | Korean FA Cup 2008 Gewinner            |
| FC Seoul                  | K-League 2008 Vizemeister              |
| Ulsan Hyundai Horang-i    | K-League 2008 3. Platz                 |
|                           |                                        |
| Sriwijaya FC              | Indonesia Super League 2007/08 Meister |
|                           |                                        |
| FC Singapore Armed Forces | Gewinner Qualifikation Ostasien        |

| Westasien (Gruppen A-D) | Westasien (Gruppen A-D)                       |
| Verein                  | Qualifikationsberechtigung                    |
| ----------------------- | --------------------------------------------- |
| Persepolis Teheran      | Iranian Pro League 2007/08 Meister            |
| Esteghlal Teheran       | Hazfi Cup 2008-09 Gewinner                    |
| Sepahan Isfahan         | Iranian Pro League 2007/08 Vizemeister        |
| Saba Qom                | Iranian Pro League 2007/08 3. Platz           |
|                         |                                               |
| Al-Hilal                | Saudi Professional League 2007/08 Meister     |
| Al-Shabab               | King Cup of Champions 2007/2008 Gewinner      |
| Al-Ittihad              | Saudi Professional League 2007/08 Vizemeister |
| Al-Ettifaq              | Saudi Professional League 2007/08 4. Platz    |
|                         |                                               |
| Al Shabab               | UAE League 2007/08 Meister                    |
| Al-Ahli                 | UAE President’s Cup 2007/08 Gewinner          |
| Al-Jazira Club          | UAE League 2007/08 Vizemeister                |
|                         |                                               |
| Bunyodkor Taschkent     | Usbekische Profi-Fußballliga 2008 Meister     |
| Pakhtakor Tashkent      | Usbekische Profi-Fußballliga 2008 Vizemeister |
|                         |                                               |
| Al-Gharafa              | Qatar Stars League 2007/08 Meister            |
| Umm-Salal SC            | Emir of Qatar Cup 2008 Gewinner               |
|                         |                                               |
| Al-Schardscha           | Gewinner Qualifikation Westasien              |

## Ergebnisse der Qualifikationsrunde
|                                     | Ergebnis         |                           |                  |                  |
| Finale Westasien                    | Finale Westasien | Finale Westasien          | Finale Westasien | Finale Westasien |
| ----------------------------------- | ---------------- | ------------------------- | ---------------- | ---------------- |
| Al-Schardscha                       | 3:0              | Dempo SC                  |                  |                  |
| Halbfinale Ostasien                 |                  |                           |                  |                  |
| FC Provincial Electricity Authority | 1:4 n. V.        | FC Singapore Armed Forces |                  |                  |
| FC Binh Duong                       | *kampflos*       | PSMS Medan                |                  |                  |
| Finale Ostasien                     |                  |                           |                  |                  |
| FC Singapore Armed Forces           | 2:1              | PSMS Medan                |                  |                  |

*FC Binh Duong war ursprünglich für die Qualifikation der AFC Champions League 2009 startberechtigt, konnte aber nicht die erforderlichen Kriterien der AFC Champions League erfüllen. PSMS Medan war damit automatisch eine Runde weiter.

## Modus

### Gruppenphase
In der Gruppenphase spielten 32 Mannschaften in acht Gruppen mit jeweils vier Teams im Ligamodus (Hin- und Rückspiel). Dabei wurden die Mannschaften nach geographischen Gesichtspunkten aufgeteilt. In den Gruppen A bis D spielten die Teams aus West- und Zentralasien, in den Gruppen E bis G traten die Mannschaften aus Ost- und Südostasien an. Die beiden Gruppenersten qualifizierten sich für die Finalrunde der letzten 16. Das Turnier wurde mit der Drei-Punkte-Regel ausgetragen.

### Finalrunde
Das Viertelfinale wurde ausgelost, es können jedoch nicht zwei Mannschaften aus einem Land direkt aufeinandertreffen. Die Mannschaften spielten im K.-o.-System mit Hin- und Rückspiel den Turniersieger aus, wobei die Auswärtstorregel galt. Der Turniersieger qualifizierte sich für die FIFA-Klub-Weltmeisterschaft 2009 in den Vereinigten Arabischen Emiraten.

## Spielplan
- Qualifikationsspiele 18. Februar und 25. Februar
- Gruppenphase: 10./11. März, 17./18. März, 7./8. April, 21./22. April, 5./6. Mai, 19./20. Mai
- Achtelfinale: 27. Mai (Westasien), 24. Juni (Ostasien)
- Viertelfinale: 23. September oder 24. September, 30. September
- Halbfinale: 21. Oktober, 28. Oktober
- Finale: 6. November oder 7. November

## Gruppenphase

### Gruppe A
| Pl. | Verein             | Sp. | S | U | N | Tore    | Diff. | Punkte |
| --- | ------------------ | --- | - | - | - | ------- | ----- | ------ |
| 1.  | Al-Hilal           | 6   | 4 | 2 | 0 | 010:400 | +6    | 14     |
| 2.  | Pakhtakor Tashkent | 6   | 4 | 1 | 1 | 009:500 | +4    | 13     |
| 3.  | Saba Qom           | 6   | 1 | 2 | 3 | 007:900 | −2    | 05     |
| 4.  | Al-Ahli            | 6   | 0 | 1 | 5 | 006:140 | −8    | 01     |

|           | HIL | AHL | PAK | SAB |
| --------- | --- | --- | --- | --- |
| Al-Hilal  |     | 2:1 | 2:0 | 1:1 |
| Al-Ahli   | 1:3 |     | 1:2 | 3:5 |
| Pakhtakor | 1:1 | 2:0 |     | 2:1 |
| Saba Qom  | 0:1 | 0:0 | 0:2 |     |

### Gruppe B
| Pl. | Verein             | Sp. | S | U | N | Tore    | Diff. | Punkte |
| --- | ------------------ | --- | - | - | - | ------- | ----- | ------ |
| 1.  | Persepolis Teheran | 4   | 2 | 1 | 1 | 005:600 | −1    | 07     |
| 2.  | Al-Shabab          | 4   | 2 | 1 | 1 | 004:200 | +2    | 07     |
| 3.  | Al-Gharafa         | 4   | 1 | 0 | 3 | 007:800 | −1    | 03     |
| 4.  | Al-Schardscha *    | 0   | 0 | 0 | 0 | 000:000 | ±0    | 0      |

|            | GHA | SHB | PRS | SHA * |
| ---------- | --- | --- | --- | ----- |
| Al-Gharafa |     | 1:3 | 5:1 | –     |
| Shabab     | –   |     | 0:0 | 5:0   |
| Persepolis | 3:1 | –   |     | 3:1   |
| Schardscha | 0:2 | 1:3 | –   |       |

* Al-Schardscha zog sich nach 4 Spieltagen aus der Champions League zurück. Der Verein musste eine Geldstrafe in Höhe von 413.000 Dollar an die AFC zahlen und war für jeglichen Wettbewerb der AFC im Jahr 2010 gesperrt.

### Gruppe C
| Pl. | Verein     | Sp. | S | U | N | Tore    | Diff. | Punkte |
| --- | ---------- | --- | - | - | - | ------- | ----- | ------ |
| 1.  | Al-Ittihad | 6   | 3 | 3 | 0 | 014:400 | +10   | 12     |
| 2.  | Umm-Salal  | 6   | 2 | 2 | 2 | 006:140 | −8    | 08     |
| 3.  | Al-Jazira  | 6   | 0 | 5 | 1 | 006:700 | −1    | 05     |
| 4.  | Esteghlal  | 6   | 0 | 4 | 2 | 006:800 | −2    | 04     |

|            | ITT | JAZ | EST | UMS |
| ---------- | --- | --- | --- | --- |
| Al-Ittihad |     | 1:1 | 2:1 | 7:0 |
| Al-Jazira  | 0:0 |     | 2:2 | 0:1 |
| Esteghlal  | 1:1 | 1:1 |     | 1:1 |
| Umm-Salal  | 1:3 | 2:2 | 1:0 |     |

### Gruppe D
| Pl. | Verein     | Sp. | S | U | N | Tore    | Diff. | Punkte |
| --- | ---------- | --- | - | - | - | ------- | ----- | ------ |
| 1.  | Al-Ettifaq | 6   | 4 | 0 | 2 | 015:800 | +7    | 12     |
| 2.  | Bunyodkor  | 6   | 2 | 2 | 2 | 005:900 | −4    | 08     |
| 3.  | Sepahan    | 6   | 2 | 1 | 3 | 009:700 | +2    | 07     |
| 4.  | Al Shabab  | 6   | 2 | 1 | 3 | 006:110 | −5    | 07     |

|            | ETT | SHB | BUN | SEP |
| ---------- | --- | --- | --- | --- |
| Al-Ettifaq |     | 4:1 | 4:0 | 2:1 |
| Al Shabab  | 1:4 |     | 2:0 | 2:1 |
| Bunyodkor  | 2:1 | 0:0 |     | 2:2 |
| Sepahan    | 3:0 | 2:0 | 0:1 |     |

### Gruppe E
| Pl. | Verein         | Sp. | S | U | N | Tore    | Diff. | Punkte |
| --- | -------------- | --- | - | - | - | ------- | ----- | ------ |
| 1.  | Nagoya Grampus | 6   | 3 | 3 | 0 | 010:400 | +6    | 12     |
| 2.  | Newcastle Jets | 6   | 3 | 1 | 2 | 006:500 | +1    | 10     |
| 3.  | Ulsan Hyundai  | 6   | 2 | 0 | 4 | 004:100 | −6    | 06     |
| 4.  | Beijing Guoan  | 6   | 1 | 2 | 3 | 004:500 | −1    | 05     |

|                | BEI | NAG | NEW | ULS |
| -------------- | --- | --- | --- | --- |
| Beijing Guoan  |     | 1:1 | 2:0 | 0:1 |
| Nagoya Grampus | 0:0 |     | 1:1 | 4:1 |
| Newcastle Jets | 2:1 | 0:1 |     | 2:0 |
| Ulsan Hyundai  | 1:0 | 1:3 | 0:1 |     |

### Gruppe F
| Pl. | Verein                  | Sp. | S | U | N | Tore    | Diff. | Punkte |
| --- | ----------------------- | --- | - | - | - | ------- | ----- | ------ |
| 1.  | Gamba Osaka             | 6   | 5 | 0 | 1 | 017:400 | +13   | 15     |
| 2.  | FC Seoul                | 6   | 3 | 1 | 2 | 014:110 | +3    | 10     |
| 3.  | Shandong Luneng Taishan | 6   | 2 | 1 | 3 | 010:900 | +1    | 07     |
| 4.  | Sriwijaya               | 6   | 1 | 0 | 5 | 007:240 | −17   | 03     |

|                         | OSA | SEO | SHA | SRI |
| ----------------------- | --- | --- | --- | --- |
| Gamba Osaka             |     | 1:2 | 3:0 | 5:0 |
| FC Seoul                | 2:4 |     | 1:1 | 5:1 |
| Shandong Luneng Taishan | 0:1 | 2:0 |     | 5:0 |
| Sriwijaya               | 0:3 | 2:4 | 4:2 |     |

### Gruppe G
| Pl. | Verein           | Sp. | S | U | N | Tore    | Diff. | Punkte |
| --- | ---------------- | --- | - | - | - | ------- | ----- | ------ |
| 1.  | Kashima Antlers  | 6   | 4 | 1 | 1 | 016:600 | +10   | 13     |
| 2.  | Suwon Bluewings  | 6   | 4 | 0 | 2 | 012:800 | +4    | 12     |
| 3.  | Shanghai Shenhua | 6   | 2 | 2 | 2 | 009:800 | +1    | 08     |
| 4.  | SAFFC            | 6   | 0 | 1 | 5 | 004:190 | −15   | 01     |

|                  | KAS | SAF | SHA | SUW |
| ---------------- | --- | --- | --- | --- |
| Kashima Antlers  |     | 5:0 | 2:0 | 3:0 |
| SAFFC            | 1:4 |     | 1:1 | 0:2 |
| Shanghai Shenhua | 1:1 | 4:1 |     | 2:1 |
| Suwon Bluewings  | 4:1 | 3:1 | 2:1 |     |

### Gruppe H
| Pl. | Verein                 | Sp. | S | U | N | Tore    | Diff. | Punkte |
| --- | ---------------------- | --- | - | - | - | ------- | ----- | ------ |
| 1.  | Pohang Steelers        | 6   | 3 | 3 | 0 | 007:300 | +4    | 12     |
| 2.  | Kawasaki Frontale      | 6   | 3 | 1 | 2 | 010:700 | +3    | 10     |
| 3.  | Tianjin Teda           | 6   | 2 | 2 | 2 | 006:500 | +1    | 08     |
| 4.  | Central Coast Mariners | 6   | 0 | 2 | 4 | 005:130 | −8    | 02     |

|                   | CCM | KAW | POH | TIA |
| ----------------- | --- | --- | --- | --- |
| CC Mariners       |     | 0:5 | 0:0 | 0:1 |
| Kawasaki Frontale | 2:1 |     | 0:2 | 1:0 |
| Pohang Steelers   | 3:2 | 1:1 |     | 1:0 |
| Tianjin Teda      | 2:2 | 3:1 | 0:0 |     |

## Finalrunde

### Achtelfinale
|                    | Ergebnis        |                     |           |           |
| Westasien          | Westasien       | Westasien           | Westasien | Westasien |
| ------------------ | --------------- | ------------------- | --------- | --------- |
| Al-Hilal           | 0:0 (3:4 i. E.) | Umm-Salal           |           |           |
| Persepolis Teheran | 0:1             | Bunyodkor Taschkent |           |           |
| Al-Ettifaq         | 1:2             | Pakhtakor Tashkent  |           |           |
| Al-Ittihad         | 2:1             | Al-Shabab           |           |           |
| Ostasien           |                 |                     |           |           |
| Nagoya Grampus     | 2:1             | Suwon Bluewings     |           |           |
| Gamba Osaka        | 2:3             | Kawasaki Frontale   |           |           |
| Kashima Antlers    | 2:2 (4:5 i. E.) | FC Seoul            |           |           |
| Pohang Steelers    | 6:0             | Newcastle Jets      |           |           |

### Viertelfinale
|                     | Gesamt |                 | Hinspiel | Rückspiel |
| ------------------- | ------ | --------------- | -------- | --------- |
| Umm-Salal           | 4:3    | FC Seoul        | 3:2      | 1:1       |
| Kawasaki Frontale   | 3:4    | Nagoya Grampus  | 2:1      | 1:3       |
| Pakhtakor Tashkent  | 1:5    | Al-Ittihad      | 1:1      | 0:4       |
| Bunyodkor Taschkent | 4:5    | Pohang Steelers | 3:1      | 1:4 n. V. |

### Halbfinale
|                 | Gesamt |                | Hinspiel | Rückspiel |
| --------------- | ------ | -------------- | -------- | --------- |
| Al-Ittihad      | 8:3    | Nagoya Grampus | 6:2      | 2:1       |
| Pohang Steelers | 4:1    | Umm-Salal      | 2:0      | 2:1       |

### Finale
| Al-Ittihad                                                       | Al-Ittihad | Pohang Steelers | Pohang Steelers |
| ---------------------------------------------------------------- | --- | --- | --------------- |
| Al-Ittihad                                                       | \| Finale \| \| Samstag, 7. November 2009 um 19:00 Uhr in Tokio (Olympiastadion) \| \| Ergebnis: 1:2 (0:0) \| \| Zuschauer: 25.743 \| \| Schiedsrichter: Matthew Breeze ( Australien) \| \| Spielbericht \|                               | \| Finale \| \| Samstag, 7. November 2009 um 19:00 Uhr in Tokio (Olympiastadion) \| \| Ergebnis: 1:2 (0:0) \| \| Zuschauer: 25.743 \| \| Schiedsrichter: Matthew Breeze ( Australien) \| \| Spielbericht \|                                         | Pohang Steelers |
| Al-Ittihad                                                       | Mabruk Zayid – Rida Tukar, Obaid Alshamrani (64. Luciano Leguizamón), Saleh Al-Saqri, Hamad al-Muntaschari – Manaf Abushgeer, Ahmed Hadid, Saud Kariri, Mohammad Nur – Hicham Aboucherouane, Amine Chermiti Cheftrainer: Gabriel Calderón | Shin Hwa-yong – Choi Hyo-jin, Kim Jung-kyum (75. Park Hee-chul), Hwang Jae-won , Kim Hyung-il – Kim Tae-su, Kim Jae-sung, Shin Hyung-min – Stevica Ristić (71. Song Chang-ho), Denilson (90.+3 Namgung Do), No Byung-jun Cheftrainer: Sérgio Farias | Pohang Steelers |
| Al-Ittihad                                                       | 1:2 Mohammad Nur (74.) | 0:1 No Byung-jun (57.) 0:2 Kim Hyung-il (67.) | Pohang Steelers |
| Al-Ittihad                                                       | Mohammad Nur (50.) | Kim Jae-sung (29.), Shin Hyung-min (39.), No Byung-jun (90.+1'), Song Chang-ho (90.+1') | Pohang Steelers |
| Finale                                                           | | |                 |
| Samstag, 7. November 2009 um 19:00 Uhr in Tokio (Olympiastadion) | | |                 |
| Ergebnis: 1:2 (0:0)                                              | | |                 |
| Zuschauer: 25.743                                                | | |                 |
| Schiedsrichter: Matthew Breeze ( Australien)                     | | |                 |
| Spielbericht                                                     | | |                 |

## Beste Torschützen
| Rang | Spieler                     | Klub                      | Tore |
| ---- | --------------------------- | ------------------------- | ---- |
| 1    | Leandro                     | Gamba Osaka               | 10   |
| 2    | Prince Tagoe                | al-Ettifaq                | 8    |
| 3    | Denílson Martins Nascimento | Pohang Steelers           | 7    |
| 4    | Nasser Al-Shamrani          | Al-Shabab (Saudi-Arabien) | 6    |
| 5    | Araújo                      | al-Gharafa Sports Club    | 5    |
|      | Hicham Aboucherouane        | Ittihad FC                | 5    |
|      | Dejan Damjanović            | FC Seoul                  | 5    |
|      | Yoshizumi Ogawa             | Nagoya Grampus            | 5    |
|      | Mohammad Nur                | Ittihad FC                | 5    |
|      | Renatinho                   | Kawasaki Frontale         | 5    |
|      | Zainitdin Tadjiyev          | Paxtakor Tashkent         | 5    |